# Potenziale termodinamico
Un potenziale termodinamico è una quantità scalare utilizzata per rappresentare lo stato termodinamico di un sistema fisico macroscopico. Il concetto di potenziale termodinamico è stato introdotto da P. Duhem nel 1886. J. W. Gibbs invece li chiama funzioni fondamentali. Il più semplice potenziale termodinamico è l'energia interna {\displaystyle U}: è l'energia totale posseduta dal sistema dovuta a tutte le parti microscopiche che lo compongono: quindi comprende energia potenziale dovuta alle forze microscopiche conservative, energia cinetica e anche energia di punto zero. Le espressioni di tutti gli altri potenziali termodinamici sono derivabili attraverso le trasformazioni di Legendre applicate alla {\displaystyle U}. In termodinamica, alcune forze macroscopiche come la gravità sono generalmente non considerate quando si formulano le espressioni dei potenziali.
Per esempio, mentre qualsiasi fluido di un generico motore a vapore può avere una maggiore energia potenziale dovuta alla gravità, se fatto funzionare sulla cima del monte Everest, di quella che avrebbe se fosse in fondo alla fossa delle Marianne. Il termine di energia potenziale gravitazionale nella formula dell'energia interna può essere facilmente ignorato poiché eventuali cambiamenti nel potenziale gravitazionale all'interno del motore durante il suo funzionamento sono trascurabili.

## Descrizione e interpretazione
I quattro potenziali comuni sono:
| Nome                        | Simbolo           | Formula                                                           | Variabili naturali                |
| Energia interna             | {\displaystyle U} | {\displaystyle \int \left(TdS-pdV+\sum _{i}\mu _{i}dN_{i}\right)} | {\displaystyle S,\ V,\ \{N_{i}\}} |
| Energia libera di Helmholtz | {\displaystyle F} | {\displaystyle U-TS}                                              | {\displaystyle T,\ V,\ \{N_{i}\}} |
| Entalpia                    | {\displaystyle H} | {\displaystyle U+pV}                                              | {\displaystyle S,\ p,\ \{N_{i}\}} |
| Energia libera di Gibbs     | {\displaystyle G} | {\displaystyle U+pV-TS}                                           | {\displaystyle T,\ p,\ \{N_{i}\}} |

dove {\displaystyle T} è la temperatura, {\displaystyle S} è l'Entropia, {\displaystyle p} è la pressione,
{\displaystyle V} è il volume, {\displaystyle \{N_{i}\}} è il numero di particelle del tipo i-esimo nel sistema, {\displaystyle \mu _{i}} è il potenziale chimico delle particelle i-esime. L'energia libera di Helmholtz viene indicata con il simbolo {\displaystyle A}
dalla IUPAC, ISO e IEC. Come variabili naturali si è anche aggiunta
{\displaystyle \{N_{i}\}}, anche se spesso sono ignorate.
Questi quattro potenziali hanno tutti le dimensioni di un'energia. Il quadrato termodinamico può essere usato come uno strumento per richiamare e derivare alcuni potenziali termodinamici.
Come in meccanica, in cui l'energia potenziale è definita come la capacità di compiere lavoro, in maniera analoga i differenti potenziali termodinamici hanno significati diversi:
- L'energia interna  ({\displaystyle U}) è la capacità di fare lavoro e rilasciare calore.
- L'energia libera di Gibbs  ({\displaystyle G}) è la capacità di fare lavoro non meccanico.
- L'entalpia ({\displaystyle H}) è la capacità di fare lavoro non meccanico e rilasciare calore.
- L'energia libera di Helmholtz ({\displaystyle F}) è la capacità di fare lavoro meccanico e non meccanico.

Da queste definizioni possiamo dire che {\displaystyle \Delta U} è l'energia aggiunta al sistema, {\displaystyle \Delta F} è il lavoro totale fatto dal sistema, {\displaystyle \Delta G} è il lavoro non meccanico fatto sul sistema e infine {\displaystyle \Delta H} è il lavoro non meccanico fatto sul sistema e il calore a esso ceduto.
I potenziali termodinamici sono molto utili per determinare l'equilibrio chimico, o per determinare le proprietà dei materiali durante le reazioni chimiche. Le reazioni chimiche avvengono normalmente sotto alcuni vincoli come pressione e temperatura costante, o volume ed entropia costanti, e quando vi sono questi vincoli vi è un potenziale termodinamico che va considerato. Come nel caso della meccanica, il sistema tende ad assumere il valore inferiore del potenziale e all'equilibrio, in caso che vi siano dei vincoli, il sistema si porta a un valore minimo stabile. I potenziali termodinamici possono anche essere utilizzati per calcolare l'energia totale ottenibile dal sistema termodinamico con gli opportuni vincoli. 
In particolare:
- Quando l'entropia e i parametri esterni (ad esempio il volume) di un sistema chiuso sono mantenuti costanti, l'energia interna diminuisce e raggiunge un minimo valore all'equilibrio. Questo fatto è una conseguenza del primo e secondo principio della termodinamica ed è detto il principio di minima energia. Le affermazioni che seguono sono derivabili da questo principio.
- Quando la temperatura e i parametri esterni di un sistema chiuso sono mantenuti costanti, l'energia libera di Helmholtz diminuisce e raggiunge il minimo valore all'equilibrio.
- Quando la pressione i parametri esterni di un sistema chiuso sono mantenuti costanti, l'entalpia diminuisce e raggiunge il minimo valore all'equilibrio.
- Quando la temperatura e la pressione di un sistema chiuso sono mantenuti costanti, l'energia libera di Gibbs diminuisce e raggiunge il minimo valore all'equilibrio.

## Variabili naturali
Le variabili che sono mantenute costanti nel processo sono chiamate variabili naturali del potenziale termodinamico. Le variabili naturali sono importanti non solo per le ragione anzidette, ma anche poiché se il potenziale termodinamico può essere determinato in funzione delle sue variabili naturali, tutte le proprietà termodinamiche del sistema possono essere trovate facendo le opportune derivate parziali del potenziale considerato rispetto alle sue variabili naturali e questo è vero per nessun'altra combinazione di variabili.
Mentre se per un potenziale termodinamico non si conosce la dipendenza dalle sue variabili naturali, non è possibile determinare le proprietà termodinamiche del sistema.
Si tenga presente che la combinazione di variabili naturali dei sopramenzionati quattro potenziali termodinamici sono formate da ogni combinazione delle variabili {\displaystyle T-S} e {\displaystyle p-V}, escludendo ogni coppia delle cosiddette variabili coniugate. In tutto questo discorso si è trascurato due variabili coniugate {\displaystyle N_{i}-\mu _{i}}, e quindi possiamo definire quattro potenziali addizionali per ogni specie. Usando la notazione IUPAC nella quale le parentesi contengono le variabili naturali, si ha che:
| Formula                                           | Variabili naturali                                |
| {\displaystyle U[\mu _{j}]=U-\mu _{j}N_{j}}       | {\displaystyle ~~~~~S,V,\{N_{i\neq j}\},\mu _{j}} |
| {\displaystyle F[\mu _{j}]=U-TS-\mu _{j}N_{j}}    | {\displaystyle ~~~~~T,V,\{N_{i\neq j}\},\mu _{j}} |
| {\displaystyle H[\mu _{j}]=U+pV-\mu _{j}N_{j}}    | {\displaystyle ~~~~~S,p,\{N_{i\neq j}\},\mu _{j}} |
| {\displaystyle G[\mu _{j}]=U+pV-TS-\mu _{j}N_{j}} | {\displaystyle ~~~~~T,p,\{N_{i\neq j}\},\mu _{j}} |

Se vi è una sola specie le formule date sono complete. Ma, se ci sono, due specie, allora ci saranno potenziali aggiuntivi come
{\displaystyle U[\mu _{1},\mu _{2}]=U-\mu _{1}N_{1}-\mu _{2}N_{2}} e così via. Se ci sono {\displaystyle D} dimensioni dello spazio termodinamico, ci 
sono {\displaystyle 2^{D}} potenziali unici. Per il più semplice caso, un gas ideale con una sola fase, ci sono tre dimensioni, e di conseguenza otto potenziali termodinamici.

## Le equazioni fondamentali
Le definizioni dei potenziali termodinamici possono essere differenziate e, tenendo conto della prima e seconda legge della termodinamica, si possono scrivere un insieme di equazioni note come equazioni fondamentali. Per la prima legge della termodinamica ogni variazione infinitesima dell'energia interna {\displaystyle \mathrm {d} U} può essere scritta come somma del calore che entra nel sistema e il lavoro fatto dal sistema sull'ambiente, assieme a ogni cambiamento associato con la variazione di particelle nel sistema:
{\displaystyle \mathrm {d} U=\delta Q-\delta W+\sum _{i}\mu _{i}\,\mathrm {d} N_{i}}
Dove {\displaystyle \delta Q} è il calore infinitesimo che entra nel sistema, e {\displaystyle \delta W} è il lavoro infinitesimo fatto
dal sistema, {\displaystyle \mu _{i}} è il potenziale chimico delle particelle del tipo i-esimo e {\displaystyle N_{i}} è il loro numero.
Si noti come né {\displaystyle \delta Q} né {\displaystyle \delta W} sono differenziali esatti, per questa ragione piccole variazioni di queste variabili sono rappresentate con {\displaystyle \delta } invece che con {\displaystyle d}.
Per la seconda legge della termodinamica, possiamo esprimere cambiamenti dell'energia interna in termini delle funzioni di stato e dei loro differenziali. Nel caso di sole trasformazioni reversibili possiamo scrivere che:
{\displaystyle \delta Q=T\,\mathrm {d} S}
{\displaystyle \delta W=p\,\mathrm {d} V}
Dove {\displaystyle T} è la temperatura, {\displaystyle S} è l'entropia, {\displaystyle p} è la pressione e {\displaystyle V} è il volume.
Di conseguenza la forma standard differenziale dell'energia interna in caso di trasformazioni reversibili quasi statiche è:
{\displaystyle \mathrm {d} U=T\mathrm {d} S-p\mathrm {d} V+\sum _{i}\mu _{i}\,\mathrm {d} N_{i}}
Poiché {\displaystyle U}, {\displaystyle S} e {\displaystyle V} sono funzioni di stato termodinamiche, la relazione appena scritta vale anche per arbitrarie trasformazioni non reversibili. Se il sistema ha un numero più grandi di variabili esterne invece del solo volume che può cambiare, la relazione fondamentale della termodinamica viene generalizzata in:
{\displaystyle dU=T\,dS-\sum _{i}X_{i}\,dx_{i}+\sum _{j}\mu _{j}\,dN_{j}}
Dove {\displaystyle X_{i}} sono le forze generalizzate che corrispondono alle variabili esterne {\displaystyle x_{i}}.
Applicando ripetutamente le trasformate di Legendre, si ottengono le seguenti relazioni differenziali per i quattro potenziali:
| {\displaystyle \mathrm {d} U} | {\displaystyle \!\!=} |                   | {\displaystyle T\mathrm {d} S}   | {\displaystyle -} | {\displaystyle p\mathrm {d} V} | {\displaystyle +\sum _{i}\mu _{i}\,\mathrm {d} N_{i}} |
| {\displaystyle \mathrm {d} F} | {\displaystyle \!\!=} | {\displaystyle -} | {\displaystyle S\,\mathrm {d} T} | {\displaystyle -} | {\displaystyle p\mathrm {d} V} | {\displaystyle +\sum _{i}\mu _{i}\,\mathrm {d} N_{i}} |
| {\displaystyle \mathrm {d} H} | {\displaystyle \!\!=} |                   | {\displaystyle T\,\mathrm {d} S} | {\displaystyle +} | {\displaystyle V\mathrm {d} p} | {\displaystyle +\sum _{i}\mu _{i}\,\mathrm {d} N_{i}} |
| {\displaystyle \mathrm {d} G} | {\displaystyle \!\!=} | {\displaystyle -} | {\displaystyle S\,\mathrm {d} T} | {\displaystyle +} | {\displaystyle V\mathrm {d} p} | {\displaystyle +\sum _{i}\mu _{i}\,\mathrm {d} N_{i}} |

Notare come gli infinitesimi sul lato destro di ciascuna delle equazioni di sopra sono le variabili naturali del potenziale sul lato sinistro. Equazioni simili possono essere sviluppate per tutti i potenziali termodinamici del sistema. Ci sarà un'equazione fondamentale per ogni potenziale termodinamico, e di conseguenza vi sono {\displaystyle 2^{D}} equazioni fondamentali.
Le differenze tra i quattro potenziali termodinamici possono essere riassunte come segue:
{\displaystyle \mathrm {d} (pV)=\mathrm {d} H-\mathrm {d} U=\mathrm {d} G-\mathrm {d} F}
{\displaystyle \mathrm {d} (TS)=\mathrm {d} U-\mathrm {d} F=\mathrm {d} H-\mathrm {d} G}

## L'equazione di stato
Possiamo utilizzare le equazioni di sopra per derivare alcune definizioni differenziali di alcuni parametri termodinamici.
Se noi definiamo con {\displaystyle \Phi _{i}} un generico potenziale termodinamico, allora le equazioni di sopra possono essere scritte in forma compatta come:
{\displaystyle \mathrm {d} \Phi =\sum _{i}x_{i}\,\mathrm {d} y_{i}}
dove {\displaystyle x_{i}} e {\displaystyle y_{i}} sono variabili coniugate e {\displaystyle y_{i}} sono le variabili naturali del potenziale
{\displaystyle \Phi _{i}}. Dalla regola della catena segue che:
{\displaystyle x_{j}=\left({\frac {\partial \Phi }{\partial y_{j}}}\right)_{\{y_{i\neq j}\}}}
Dove {\displaystyle y_{i\neq j}} è l'insieme di tutte le variabili naturali di {\displaystyle \Phi _{i}} eccetto {\displaystyle y_{i}}. Questo permette di ottenere espressioni per i vari parametri termodinamici in termini delle derivate dei potenziali rispetto alle variabili naturali. Queste equazioni sono conosciute come equazione di stato poiché specificano i parametri dello stato termodinamico
. Se noi restringiamo l'analisi ai soli potenziali {\displaystyle U}, {\displaystyle F}, {\displaystyle H},{\displaystyle G} si hanno:
{\displaystyle +T=\left({\frac {\partial U}{\partial S}}\right)_{V,\{N_{i}\}}=\left({\frac {\partial H}{\partial S}}\right)_{p,\{N_{i}\}}}
{\displaystyle -p=\left({\frac {\partial U}{\partial V}}\right)_{S,\{N_{i}\}}=\left({\frac {\partial F}{\partial V}}\right)_{T,\{N_{i}\}}}
{\displaystyle +V=\left({\frac {\partial H}{\partial p}}\right)_{S,\{N_{i}\}}=\left({\frac {\partial G}{\partial p}}\right)_{T,\{N_{i}\}}}
{\displaystyle -S=\left({\frac {\partial G}{\partial T}}\right)_{p,\{N_{i}\}}=\left({\frac {\partial F}{\partial T}}\right)_{V,\{N_{i}\}}}
{\displaystyle ~\mu _{j}=\left({\frac {\partial \phi }{\partial N_{j}}}\right)_{X,Y,\{N_{i\neq j}\}}}
Dove nell'ultima equazione, {\displaystyle \phi } è qualsiasi potenziale termodinamico {\displaystyle U}, {\displaystyle F}, {\displaystyle H},{\displaystyle G} e {\displaystyle {X,Y,\{N_{j\neq i}\}}} sono l'insieme delle variabili naturali di quel potenziale escludendo {\displaystyle N_{i}}. Se usiamo tutti i potenziali, allora avremo più equazioni di stato:
{\displaystyle -N_{j}=\left({\frac {\partial U[\mu _{j}]}{\partial \mu _{j}}}\right)_{S,V,\{N_{i\neq j}\}}}
e così via. In tutto, ci saranno {\displaystyle D} equazioni per ogni potenziale e di conseguenza {\displaystyle D2^{D}} equazioni di stato. Se le {\displaystyle D} equazioni di stato di ogni potenziale sono note, le equazioni fondamentali di quel potenziale possono essere determinate. Questo significa che tutte le informazioni termodinamiche sul sistema sono note, e di conseguenza le equazioni fondamentali per ogni potenziale possono essere trovate.

## Relazioni di Maxwell
Di nuovo definiamo {\displaystyle x_{i}} e {\displaystyle y_{i}} come variabili coniugate, e {\displaystyle y_{i}} la variabile naturale del potenziale {\displaystyle \Phi _{i}}. Se facciamo le derivate miste delle equazioni di stato otteniamo:
{\displaystyle \left({\frac {\partial }{\partial y_{j}}}\left({\frac {\partial \Phi }{\partial y_{k}}}\right)_{\{y_{i\neq k}\}}\right)_{\{y_{i\neq j}\}}=\left({\frac {\partial }{\partial y_{k}}}\left({\frac {\partial \Phi }{\partial y_{j}}}\right)_{\{y_{i\neq j}\}}\right)_{\{y_{i\neq k}\}}}
Da queste otteniamo le Relazioni di Maxwell. Vi sono {\displaystyle (D-1)/2} di tali equazioni per ogni potenziale quindi in totale abbiamo {\displaystyle D(D-1)/2} equazioni in totale. Se restringiamo l'analisi ai soli {\displaystyle U}, {\displaystyle F}, {\displaystyle H} e {\displaystyle G}
{\displaystyle \left({\frac {\partial T}{\partial V}}\right)_{S,\{N_{i}\}}=-\left({\frac {\partial p}{\partial S}}\right)_{V,\{N_{i}\}}}
{\displaystyle \left({\frac {\partial T}{\partial p}}\right)_{S,\{N_{i}\}}=+\left({\frac {\partial V}{\partial S}}\right)_{p,\{N_{i}\}}}
{\displaystyle \left({\frac {\partial S}{\partial V}}\right)_{T,\{N_{i}\}}=+\left({\frac {\partial p}{\partial T}}\right)_{V,\{N_{i}\}}}
{\displaystyle \left({\frac {\partial S}{\partial p}}\right)_{T,\{N_{i}\}}=-\left({\frac {\partial V}{\partial T}}\right)_{p,\{N_{i}\}}}
Usando l'equazione di stato che include il potenziale chimico otteniamo le equazioni:
{\displaystyle \left({\frac {\partial T}{\partial N_{j}}}\right)_{V,S,\{N_{i\neq j}\}}=\left({\frac {\partial \mu _{j}}{\partial S}}\right)_{V,\{N_{i}\}}}
Ed usando gli altri potenziale:
{\displaystyle \left({\frac {\partial N_{j}}{\partial V}}\right)_{S,\mu _{j},\{N_{i\neq j}\}}=-\left({\frac {\partial p}{\partial \mu _{j}}}\right)_{S,V\{N_{i\neq j}\}}}
{\displaystyle \left({\frac {\partial N_{j}}{\partial N_{k}}}\right)_{S,V,\mu _{j},\{N_{i\neq j,k}\}}=-\left({\frac {\partial \mu _{k}}{\partial \mu _{j}}}\right)_{S,V\{N_{i\neq j}\}}}

## Integrali di Eulero
Di nuovo definiamo {\displaystyle x_{i}} e {\displaystyle y_{i}} come variabili coniugate, e {\displaystyle y_{i}} la variabile naturale dell'energia interna. Poiché tutte le variabili naturali dell'energia interna ({\displaystyle U}) sono variabili estensive, cioè proporzionali all'estensione del sistema:
{\displaystyle U(\{\alpha y_{i}\})=\alpha U(\{y_{i}\})}
segue dal teorema delle funzioni omogenee di Eulero che l'energia interna può essere scritta come:
{\displaystyle U(\{y_{i}\})=\sum _{j}y_{j}\left({\frac {\partial U}{\partial y_{j}}}\right)_{\{y_{i\neq j}\}}}
Dall'equazione di stato, si ha che:
{\displaystyle U=TS-pV+\sum _{i}\mu _{i}N_{i}}
Sostituendo nell'espressione per gli altri potenziali termodinamici, si ha che:
{\displaystyle F=-pV+\sum _{i}\mu _{i}N_{i}}
{\displaystyle H=TS+\sum _{i}\mu _{i}N_{i}}
{\displaystyle G=\sum _{i}\mu _{i}N_{i}}
Come nella analisi fatta precedentemente, questo procedimento può farsi per tutti i potenziali termodinamici. A volte gli integrali di Eulero vengono chiamati equazioni fondamentali.

## La relazione di Gibbs–Duhem
Ricavare la equazione di Gibbs-Duhem dal primo principio della termodinamica e dal secondo principio della termodinamica per un sistema in equilibrio termodinamico è una derivazione semplice: basta fare l'eguaglianza tra la definizione del potenziale termodinamico e la sua espressione con integrali di Eulero: 
{\displaystyle U=TS-PV+\sum _{i}\mu _{i}N_{i}}
Differenziando:
{\displaystyle dU=TdS+SdT-PdV-VdP+\sum _{i}\mu _{i}\,dN_{i}+\sum _{i}N_{i}\,d\mu _{i}}
e usando il primo principio della termodinamica:
{\displaystyle dU=dQ-PdV+\sum _{i}\mu _{i}\,dN_{i}}
in cui per il secondo principio per un sistema in equilibrio:
{\displaystyle dQ=TdS}
si ha che:
{\displaystyle 0=SdT-VdP+\sum _{i}N_{i}d\mu _{i}}
Che è la relazione di Gibbs–Duhem. La relazione di Gibbs–Duhem è una relazione tra i parametri intensivi del sistema. Da questo segue che per un semplice sistema con {\displaystyle I} componenti, ci sono {\displaystyle I+1} parametri indipendenti o gradi di libertà. Ad esempio un sistema con un singolo componente ha due gradi di libertà, e può essere caratterizzato dal valore di due soli parametri, come ad esempio la pressione e il volume. La legge è così chiamata per ricordare P. Duhem e J. W. Gibbs.

## Reazioni chimiche
Variazioni di queste grandezze può risultare utile nello studio di come procede una reazione chimica. Le grandezze significative dipendono dalle condizioni della reazione come è mostrato nella tabella che segue. {\displaystyle \Delta } rappresenta la variazione nel potenziale che si annulla all'equilibrio.
|                            | costante {\displaystyle V} | costante {\displaystyle p} |
| -------------------------- | -------------------------- | -------------------------- |
| costante {\displaystyle S} | {\displaystyle \Delta U}   | {\displaystyle \Delta H}   |
| costante {\displaystyle T} | {\displaystyle \Delta F}   | {\displaystyle \Delta G}   |

Poiché normalmente le reazioni avvengono a pressione e temperatura costante, l'energia libera di Gibbs è il potenziale termodinamico più utile nello studio delle reazioni chimiche.